# Marquesado de Montaos
El marquesado de Montaos es un título nobiliario español de carácter hereditario concedido por Felipe IV de España por Real Decreto del 27 de agosto de 1626 y Real Despacho del 8 de septiembre de 1626 a Juan Álvarez de Vega Bermúdez de Castro y Menchaca,caballero de la Orden de Santiago, III conde de Grajal. Su actual propietario es Juan Miguel Osorio y Bertrán de Lis.

## Marqueses de Montaos
- Juan de Vega Bermúdez de Castro y Menchaca, I marqués de Montaos, III conde de Grajal, hijo de Pedro de Vega y Borja Enríquez, II conde de Grajal —hijo de Juan de Vega y Enríquez de Toledo, I conde de Grajal, y de Tomasa de Borja Enríquez—, y de Beatriz Bermúmez de Castro y Menchaca.[2][1] Le sucedió su hermano:

- Francisco de Vega Bermúdez de Castro y Menchaca,  II marqués de Montaos y IV conde de Grajal, le sucedió su hermano:[1]

- Pedro de Vega Bermúdez de Vega y Menchaca, III marqués de Montaos y V conde de Grajal.[1]

1. Casó en Madrid (Santos Justo y Pastor) el 16 de junio de 1677 con Teresa de Benavides y Silva.[3] Le sucedió su hijo:[1]

- Gaspar de Vega y Benavides, IV marqués de Montaos y VI conde de Grajal.[1] Le sucedió su tía:

- Beatriz Francisca de Vega y Bermúdez de Castro, V condesa de Montaos y VII condesa de Grajal.[4]

Se casó con Álvaro Pérez Osorio y Fonseca, VII señor de Villacís y Cervantes y IV conde de Villanueva de Cañedo.
- Manuel José Osorio y de Vega, VI conde de Montaos, VIII conde de Grajal, XII marqués de Alcañices, V conde de Villanueva de Cañedo.

Se casó en primeras nupcias el 30 de agosto de 1696 con María Luisa de Cárdenas (m. 5 de junio de 1699).  Contrajo un segundo matrimonio el 1 de febrero de 1705 con Josefa de Guzmán y Spínola (m. 2 de junio de 1732).  Le sucedió su hijo del segundo matrimonio:
- Álvaro Francisco Osorio y Guzmán (premurió a su padre), VII marqués de Montaos, por cesión de su padre.[4] Le sucedió su hermano:[4]

- Francisco Javier Osorio y Guzmán, VIII marqués de Montaos, XIII marqués de Alcañices, grande de España, IX conde de Grajal[6] y VI conde de Villanueva de Cañedo, IX conde de Fuensaldaña y VI conde de Villaumbrosa.[4]

Se casó el 8 de febrero de 1733 con María Concepción Fernández de Velasco (m. 29 de octubre de 1759).  Le sucedió su hijo:
- Manuel José Pérez Osorio y Fernández de Velasco (m. 10 de enero de 1793), IX marqués de Montaos, X conde de Grajal, XIV marqués de Alcañices,[7] grande de España,  X conde de Fuensaldaña, etc.[4]

Contrajo un primer matrimonio el 9 de febrero de 1754 con Dominga Cayetana de Spínola y de la Cueva (m. 17 de abril de 1773).  Se casó en segundas nupcias el 7 de mayo de 1775 con María de la Peña de Francia de Luján y Silva, condesa de Castroponce (m. 15 de marzo de 1814).  Le sucedió su hijo del primer matrimonio:
- Manuel Miguel Osorio y Spínola (m. 29 de mayo de 1813), X marqués de Montaos, XI conde de Grajal', XV marqués de Alcañices,[7] grande de España,  XI conde de Fuensaldaña, etc.[4]

Se casó en primeras nupcias el 7 de mayo de 1774 con María Joaquina de la Cerda (m. 12 de agosto de 1777). Contrajo un segundo matrimonio el 28 de febrero de 1786 con María Aldonza de las Mercedes de Zayas Manuel y Mendoza, III duquesa de Algete. Le sucedió su hijo del segundo matrimonio:
- Nicolás Osorio y Zayas (13 de febrero de 1799-31 de enero de 1866), XI marqués de Montaos, XII conde de Grajal, XV duque de Alburquerque, XVI marqués de Alcañices,[8] IV duque de Algete, VIII marqués de los Balbases, etc.[9]

Se casó el 12 de septiembre de 1822 con Inés Francisca de Silva y Téllez-Girón (m. 11 de octubre de 1865), dama noble de la Orden de María Luisa.
- José Isidro Osorio y Silva (m. 1909), XII marqués de Montaos,[11] XIII conde de Grajal, XVI duque de Alburquerque,  XVII marqués de Alcañices,[12] V duque de Algete, marqués de los Balbases, VIII conde de la Corzana, cinco veces grande de España, etc.  Alcalde-corregidor y gobernador civil de Madrid, diputado a Cortes y senador por derecho propio, jefe superior de Palacio, mayordomo, caballerizo, maestrante de Sevilla, caballero de la Orden del Toisón de Oro, etc.[11]

Se casó el 4 de abril de 1868 con la princesa Sophie Sergeivna Troubetzkoy (m. 8 de agosto de 1866).  Le sucedió su sobrino nieto:
- Miguel Osorio y Martos (baut. Madrid, 30 de julio de 1886-ibid. 3 de mayo de 1942), XIII marqués de Montaos, XIV conde de Grajal, XVII duque de Alburquerque, XVIII marqués de Alcañices,[12]  X marqués de los Balbases, tres veces grande de España, XIV marqués de Cuellar, XII marqués de Cadreita,  VII marqués de Cullera, XVII conde de Ledesma, XVII conde de Huelma, XIV conde de Fuensaldaña, etc.,  maestrante de Sevilla, gentilhombre grande de España con ejercicio y servidumbre.  Era hijo de José Ramón Osorio y Fernández de Heredia y de su segunda esposa, Narcisa Martos y Arizcun y nieto paterno de Joaquín Osorio y Silva y de María de las Mercedes Fernández de Heredia y Zafra.[14]

Se casó en Madrid el 29 de junio de 1914 con Inés Díaz de Rivera y Figueroa (San Juan de la Luz, 27 de agosto de 1890-9 de febrero de 1980), hija de  Pedro Díez de Rivera y Muro y Francisca de Paula Figueroa y Torres. Le sucedió su hijo:
- Beltrán Alfonso Osorio y Díez de Rivera, (Madrid, 15 de diciembre de 1918-ibid., 8 de febrero de 1994), XIV marqués de Montaos,[16] XV conde de Grajal, XIX marqués de Alcañices, XVIII duque de Alburquerque,[12], jefe de la Casa del conde de Barcelona y caballero de la Orden del Toisón de Oro,[13] VIII duque de Algete, XI marqués de los Balbases, caballero de la Orden de Santiago, comendador mayor de León de la misma orden, cuatro veces grande de España, XIV marqués de Montaos, etc.[16]

Contrajo un primer matrimonio el 2 de octubre de 1952 con María Teresa Bertrán de Lis y Pidal (m. 17 de diciembre de 1969).  Se volvió a casar el 27 de junio de 1974 con María Cristina Malcampo y San Miguel, VII duquesa de Valhermoso. Le sucedió su hijo del primer matrimonio: Le sucedió su hijo:
- Juan Miguel Osorio y Bertrán de Lis, XV marqués de Montaos,[17] XVI conde de Grajal, XX marqués de Alcañices, XIX duque de Alburquerque,[12] IX duque de Algete, XI conde de la Corzana, cuatro veces grande de España, XVI marqués de Cuellar, XIV marqués de Cadreita, etc.[17]

Casado en primeras nupcias con Beatriz Letelier Bomchil, divorciados. En segundas nupcias se casó con Blanca Suelves y Figueroa. Con sucesión de ambos matrimonios.